# بانگ یئول
بانگ یئول (انگلیسی: Bang Yeol؛ زادهٔ ۱۰ اکتبر ۱۹۴۱)  بازیکن بسکتبال اهل کره جنوبی بود. وی در بازی‌های المپیک تابستانی ۱۹۶۴ شرکت کرده‌است.